# Mr Soul & his Marshmallows
Mr Soul & his Marshmallows är ett svenskt punksoulband från Stockholm bildat 1982.

## Medlemmar
- Tomas Bartosz, gitarr, sång
- Lotta Nilsson-Thessing, sång (Nuvarande)
- Nisse Berglund, sång och tamburin
- Guran Lilja, barytonsax (Nuvarande)
- Josef Johansson, trombon
- Magic Gunnarsson, tenorsaxofon
- Anders Löwstedt, trumpet (Nuvarande)
- Kjell Käpp Eriksson, trumpet, sång (till och med 1985)
- Björn Rothstein, trummor (Nuvarande)
- Linkan Lindqvist, klaviatur
- Matte Waara, bas, sång (till och med 1985)
- Rikard Donatello, bas, sång (Nuvarande)
- Ulf Björkman, klaviatur (till och med 1983)
- Charlie Malmberg, tenorsaxofon (Nuvarande)
- Fabian Månsson, gitarr, sång (Nuvarande)
- Oliwer Stenberg, klaviatur (Nuvarande)

## Historia
Bandet bildades 1982 av bland andra Tomas Bartosz, Nisse Berglund och Bosse Svedberg. Det något krångliga namnet kom sig av en tidigare spelning med ett annat band (D.O.R.) på klubb Bastun på Åland där publiken överöstes med marshmallows av bandet. Man ville börja spela punksoul, med blås och kör. Tidiga medlemmar var även till exempel Orup, Johan Johansson (då på trummor), och Irma & Idde Schultz. Bandet turnerade flitigt i hela Norden och var populära speciellt i Stockholm, Skåne, Danmark och Finland. De blev kända för sina anarkistiska och utlevande spelningar.
Bandet började som coverband till största delen, men vartefter smög sig eget material in. Nisse Berglund och Kjell Käpp Eriksson stod för komponerandet. Första LP:n, inspelad på Mistlur, var en blandning av eget och covers. Andra LP:n bestod uteslutande av eget material. De började sjunga på engelska, men övertalades att sjunga på svenska, med mindre framgång. Senare återgick man till engelska.

## Skivor

### LP
- LIVE! The soul sessions (Mistlur) 1983
- För fanor och dårar (Mistlur) 1984

### Singel
- Soulrider/Hold on (Mistlur) 1983

Ett tredje album finns färdiginspelat men har aldrig givits ut.